# Dardanus (Rameau)
Pour les articles homonymes, voir Dardanus.
Dardanus est une tragédie lyrique de Jean-Philippe Rameau créée à l'Académie royale de musique, théâtre du Palais-Royal à Paris le 19 novembre 1739. Sur un livret de Charles-Antoine Leclerc de La Bruère d'après les Métamorphoses d'Ovide, l'œuvre comporte un prologue et cinq actes.

## Historique
Dardanus est la dernière tragédie lyrique (conservée) de Rameau comportant un prologue, selon la tradition de Lully. Il s'agit du troisième ouvrage du genre de la tragédie lyrique sur les six que compose Jean-Philippe Rameau.
L'ouvrage est créé le 19 novembre 1739 à l'Académie royale de musique. Il reçoit un accueil mitigé à sa création, en partie dû à la préférence du public pour la manière lullyste. Par ailleurs, dans la volonté des auteurs de restituer le mieux possible tous les éléments indispensables de la tragédie lyrique, l'ouvrage se perd dans ceux-ci, et en devient l'objet des critiques.
Comme souvent avec Rameau, il existe une deuxième version créée le 21 avril 1744, dont l'action est très profondément modifiée (les trois derniers actes furent entièrement remaniés), ainsi qu'une réécriture de la musique. Ces deux ouvrages de nature différentes se font désormais compétition sur scène, attirant chacun la préférence selon le goût des musiciens le jouant.

### Postérité
En 1784, Antonio Sacchini réutilisait le livret, remanié par Nicolas-François Guillard, pour composer son propre Dardanus.
L'œuvre a été reprise quatre fois au XXe siècle : en 1907 à Dijon, en 1979 à l'Opéra de Paris, en 1983 à Clermont-Ferrand et enfin en 1998, en version de concert, occasion d'un enregistrement de Marc Minkowski. Dardanus a été jouée en octobre-novembre 2009 à Lille, Caen, et Dijon sous la direction musicale d'Emmanuelle Haïm, dans une mise en scène de Claude Buchvald.

## Description
Dardanus est un opéra en forme de tragédie lyrique en français en un prologue et cinq actes.
Si le livret a souvent été critiqué pour sa niaiserie, Rameau a rarement été aussi inspiré que dans cette œuvre qui abonde en pages inoubliables. Le public ne fut guère enthousiasmé par l'opéra, et Jean-Baptiste Rousseau traitait la musique de « baroque », terme jugé insultant alors[réf. nécessaire]. Néanmoins, Dardanus est l'ouvrage lyrique le plus abouti du compositeur, favorisant les accents dramatiques et offrant une maîtrise variée de l'harmonie, ainsi que des musiques de ballets à la puissance chorégraphique très recherchée.

### Distribution
- Dardanus : ténor, créé par Pierre de Jélyotte[1]
- Iphise : soprano
- Anténor : basse
- Teucer : basse
- Isménor : basse
- Arcas : ténor, seulement dans la version de 1744
- Vénus : soprano

## Argument

### Prologue
Nous sommes dans le palais de l'Amour à Cythère. « Régnez plaisirs, régnez » chante Vénus. L'Amour et les Grâces chantent et dansent. La Jalousie tente de perturber la fête. Mais en enchaînant la Jalousie, les Troubles et les Soupçons, Vénus leur demande de devenir « ardeur délicate et tendre » et chante l'ariette « quand l'aquilon fougueux ». Les différentes nations célèbrent les plaisirs au son notamment d'un célèbre tambourin.

### Acte I
« Cesse, cruel Amour, de régner sur mon âme », se lamente Iphise qui aime Dardanus, fils de Jupiter, ennemi mortel de son père. Or Teucer, roi des Phrygiens, annonce la victoire prochaine grâce au bras d'Anténor, à qui la jeune fille est promise. Les deux rois célèbrent par un vigoureux duo leur entente (« Mars, Bellone, guidez nos coups »).

### Acte II
Dans un temple isolé, le magicien Isménor se penche sur l'avenir : « Tout l'avenir est présent à mes yeux ». Dardanus avoue à son vieil ami l'amour qu'il éprouve pour Iphise. Le magicien invoque les esprits et confie au prince sa baguette magique : il apparaîtra ainsi aux yeux de la jeune fille sous les traits d'Isménor. Abusée, Iphise dévoile son cœur et Dardanus ne peut résister : il se dévoile et tombe aux mains de ses ennemis. Un bruit de guerre sert de transition avec l'acte suivant.

### Acte III
Une belle lamentation ouvre l'acte : « Ô jour affreux ! », celle d'Iphise inquiète pour Dardanus. Antênor, qui s'apprêtait à célébrer les noces espérées, comprend qu'il n'est pas aimé et que son rival est son captif. Les Phrygiens célèbrent la victoire : le duo « Paix favorable, paix adorable » réutilise la pièce de clavecin intitulée « Les Niais de Sologne ». Mais la fête est bientôt interrompue par un dragon furieux envoyé par Neptune. Anténor se propose d'aller tuer le monstre.

### Acte IV
Dardanus, enchaîné au bord de la mer, est emporté par Vénus dans son char. Trois Songes bercent le sommeil du héros dans une page d'une beauté hypnotique (« Par un sommeil agréable ») que les contemporains jugèrent soporifique et qui pourtant égale la fameuse scène du Sommeil d'Atys de Jean-Baptiste Lully. Puis les Songes s'animent et l'incitent à combattre le monstre furieux qui désole le rivage. Anténor recherche lui aussi la Bête, il exprime ses sentiments dans un des plus beaux airs sortis de la plume de Rameau : « Monstre affreux, monstre redoutable ». La bête apparaît, magnifiquement dépeinte par un orchestre déchaîné, et Dardanus sauve son rival et tue le monstre, mais sans se faire connaître d'Anténor.

### Acte V
« Anténor est victorieux », pense le peuple. Mais le roi est mal à l'aise et l'arrivée de Dardanus lui fait comprendre l'identité de son sauveur. Anténor demande à Teucer d'accepter l'union des deux amants. Le vieux roi hésite mais Vénus descend des cieux pour apporter l'Hymen et la Paix. Iphise et Dardanus peuvent enfin chanter un duo, « Des biens que Vénus nous dispense ». Amours et Plaisirs lancent le dernier divertissement et l'opéra s'achève par une monumentale chaconne.

## Sources
- Jean Malignon, Rameau, Paris, Seuil, coll. « Microcosme / Solfèges » (no 18), 1960 (réimpr. 1988), 191 p. (ISBN 2-02-000238-8) pp.62-73
- Philippe Beaussant (dir.), Rameau de A à Z, Paris, Fayard, mai 1983, 397 p. (ISBN 2-213-01277-6) pp.108-112
- (en) Cuthbert Girdlestone, Jean-Philippe Rameau : His life and work, New York, Dover Publications, coll. « Dover books on music, music history », 1969, 2e éd. (1re éd. 1957), 631 p. (ISBN 0-486-26200-6, lire en ligne) pp. 234-273

## Discographie
- Chœurs & Orchestre du Théâtre National de l'Opéra de Paris, dir. Raymond Leppard (2 CD Erato 1981)
- Les Musiciens du Louvre, dir. Marc Minkowski (2 CD Archiv Produktion 2000)